# Waiter, Make Mine Blues
Waiter, Make Mine Blues — студийный альбом американской певицы Аниты О’Дэй, выпущенный в 1961 году на лейбле Verve Records. Аранжировки Расса Гарсии. Пластинка была описана как «основанная на свинге сороковых», с контрастирующим «бопповым альтовым соло» саксофониста Бада Шенка.

## Отзывы критиков
| Оценки критиков               | Оценки критиков |
| Источник                      | Оценка          |
| ----------------------------- | --------------- |
| AllMusic                      | [ 2 ]           |
| Encyclopedia of Popular Music | [ 3 ]           |

Джейсон Анкени из AllMusic отметил восхитительные и творческие аранжировки Расса, которые идеально дополняют гибкий вокал певицы, и великолепных музыкантов Западного побережья Барни Кессела и Бада Шенка, придающих сессии ещё более лёгкий, сладкий тон, который смягчает меланхолию, которую предвещает название альбома. По его мнению, песни, как «The Thrill Is Gone» и «When Sunny Gets Blue», запечатлевают О’Дэй в её наиболее трогательной ипостаси, уравновешивая её фирменную утонченность с усталым смирением человека, который любил и потерял. Питер Дж. Уэлдинг из журнала HiFi/Stereo Review написал: «Временами Анита О’Дэй может быть одной из самых вдохновляющих вокалисток в джазе. Она должна приложить к этому усилия, потому что ей нужно избавиться от всей этой приторной привлекательности, изящных манер и вокальных трюков, которыми она насытила свой стиль на протяжении многих лет. Опытному стилисту легко ориентироваться в хитростях; гораздо сложнее дать действительно осмысленную интерпретацию. К сожалению, мисс О’Дэй ни разу не заглянула в суть своего материала в этом альбоме, хотя поверхностный блеск великолепен». В журнале Cash Box заявили, что О’Дэй, одна из очень немногих настоящих джазовых певиц на сцене, использует здесь свои гибкие голосовые связки для исполнения баллад о горькой любви и облекает их в искреннюю печаль.

## Список композиций
1. «That Old Feeling» (Лью Браун, Сэмми Фейн) — 2:31
2. «Angel Eyes» (Эрл Брент, Мэтт Деннис) — 3:42
3. «The Thrill Is Gone» (Лью Браун, Рэй Хендерсон) — 2:16
4. «Detour Ahead» (Лу Картер, Херб Эллис, Джонни Фриго) — 4:26
5. «Yesterdays» (Отто Харбах, Джером Керн) — 5:14
6. «Waiter, Make Mine Blues» (Рэй Бьонди, Анита О’Дэй) — 3:24
7. «Whatever Happened to You» (Эл Кон, Том Гарлок, Херб Вассерман) — 4:45
8. «When Sunny Gets Blue» (Марвин Фишер, Джек Сигал) — 3:05
9. «Stella by Starlight» (Нед Вашингтон, Виктор Янг) — 2:53
10. «Mad About the Boy» (Ноэл Кауард) — 3:29
11. «A Blues Serenade» (Винсент Гранде, Джимми Лайтелл, Митчелл Пэриш, Фрэнк Синьорелли) — 3:04
12. «Goodbye» (Гордон Дженкинс) — 3:40

## Участники записи
- Анита О’Дэй — вокал
- Расселл Гарсия — аранжировка
- Барни Кессел — гитара
- Бад Шенк — саксофон, флейта